# تاريخ حزب الخضر الأمريكي
حزب الخضر هو حزب سياسي في الولايات المتحدة. تعود جذوره إلى عام 1984، عندما جاء 62 شخصًا من جميع أنحاء الولايات المتحدة إلى سانت بول، في مينيسوتا من أجل تأسيس أول منظمة وطنية خضراء - لجان المراسلات. مر الخضر الأمريكيون منذ ذلك الحين بعدة تطورات، من مناقشة النظرية والتطبيق العملي في الثمانينيات، إلى بدء الأحزاب في الولاية في التسعينات، إلى تأسيس حزب سياسي وطني (معترف به من قبل لجنة الانتخابات الفيدرالية) في العقد الأول من القرن الحادي والعشرين.

## لمحة تاريخية

### البدايات
في أول مؤتمر بيولوجي إقليمي في أمريكا الشمالية في مايو عام 1984 (الذي عقده ديفيد هانكي من مؤتمر منطقة أوزارك المحلي وفي ميزوري)، اجتمعت مجموعة من أجل مناقشة الحاجة إلى حركة خضراء في الولايات المتحدة. ووافقوا على بيان لجنة الحركة الخضراء «بشأن تشكيل منظمة سياسية خضراء في الولايات المتحدة». خُطط ابتدءًا من هذا التجمع الأولي، من أجل عقد اجتماع أكبر في أغسطس 1984.

### لجان المراسلات الخضراء
في أغسطس 1984، التقى 62 شخصًا في كلية ماكاليستر في سانت بول بولاية مينيسوتا وأسسوا لجان المراسلة (أو سي أو سي، والتي سميت على اسم لجان المراسلة في حرب الاستقلال الأمريكية).
ضم الاجتماع الذي استمر لمدة ثلاثة أيام ناشطين من مجموعات السلام، والبيئة، والعدالة. وقدامى المناضلين في الحركات النسائية والمجتمعية والحقوق المدنية؛ ومزارعين وقادة المجتمع المحلي، ونشطاء في الكنيسة، ومعلمين. كان هناك علماء إيكولوجيا اجتماعيون، علماء في البيئة المتقدمة، نسويات بيئيات، ولاسلطويون، واشتراكيون وغيرهم.
تكونت اللجنة المنظمة من البروفيسور شارلين سبريتنك من كاليفورنيا وهاري بوي وكاثرين بيرتن وغلوريا غولدبيرغ وديفيد هينكي. وقاموا بدعوة 200 شخص من 27 مجال معني.
شُكلت لجان المراسلة على نطاق واسع من أجل تنظيم مجموعات خضراء محلية والعمل على إنشاء منظمة سياسية خضراء في الولايات المتحدة، تتضمن تشكيل لجنة أقاليمية مؤقتة (آي سي).
بدأ الاجتماع أيضًا في إنشاء القيم الخضراء العشرة الرئيسية، كمبادئ توجيهية للمنظمة الجديدة. كتب مارك ساتين وسبريتناك روايات مختلفة عن هذه العملية.
أُسس أول مركز لتبادل المعلومات للسي أو سي في أواخر عام 1984 في سانت بول بمساعدة هاري بوي، ولكنها أُعقيت من قبل قسم في اجتماع ماكليستر بسبب دورها في إحداث انقسام بين أولئك الذين يفضلون اللامركزية المنسقة وأولئك الذين يفضلون اللامركزية الراديكالية، إلى الدرجة التي يكون فيها مركز تبادل المعلومات صندوقًا للبريد ومصدر معلومات، وليس وسيلةً للتواصل.
في اجتماع الآي سي في ديسمبر عام 1985 في كانزاس سيتي، اتٌخذ القرار بأن يدعم كل من الآي سي ومركز تبادل المعلومات بشكل فعال تنظيم الجهود من خلال عدد من الخدمات. نٌقل مركز تبادل المعلومات إلى كانزاس سيتي التي وجد فيها منظمة محلية (براري غرينز) لتدعمها بشكل فعال. في ذلك الوقت، كانت نشرة الآي سي، ونشرة سي أو سي الإخبارية وغرين ليتر، نشرات إخبارية قام جيري غواثني بنشرها، وكانت القنوات الرئيسية للمعلومات.

### ملتقى الخضر الوطني الأول عام 1987
عُقد «مُلتقى الخضر الوطني» الأول في يوليو عام 1987، في كلية هامبشير في أميرست بولاية ماساتشوستس، وكان بعنوان «تأسيس الحركة الخضراء - مؤتمر وطني من أجل سياسة جديدة». وذكر كتيب المؤتمر أنه مؤتمر تعليمي، وليس مؤتمر لاتخاذ القرارات.
حضر المؤتمر أكثر من 600 مشارك. وعُرضت بعض أوجه التعارض داخل الحركة الخضراء الأمريكية في ذلك الوقت - «الحزب مقابل الحركة»، «الإيكولوجيا المتقدمة مقابل الإيكولوجيا الاجتماعية» و «اليسار الجديد مقابل العصر الجديد». وكان من بين المتحدثين الرئيسين غريس لي بوغز وموري بوكتشين ووالت بريسيت وغاي تشيشاستر وباربرا إبستاين وداني موزس وجون رينسينبرينك وإينسترا كين. تضمنت ورش العمل جلسة حول العمل السياسي المستقل. وتواجد بين الحضور شخصيات معروفة من الخضر مثل، دي بيري، وكاثي كريسشنسن، وغريتا غارد، وجيرالد غولدفارب، وهاوي هوكينز، وفيل هيل، ومايرا ليفي، وروبرتو ميندوزا، ولورنا سالزمان، وبرايان توكار ونانسي فوغل.
بدأت العملية بدعوة للمواضيع، التي تعاطف معها الخضر المحليين، وكثيرون غيرهم. جُمعت الإجابات ضمن 11 فئة رئيسية. وجمعت لاحقًا في 19 فئة: الطاقة والغابات وعلم الحراجة، وأشكال الحياة، واستخدام المواد وتصريف النفايات، والماء / الهواء، والتحليل الاقتصادي العام، والموارد المالية، واستخدام الأراضي، والسياسة، والعدالة الاجتماعية، والفلسفة البيئية، الروحانية، والتعليم، والغذاء والزراعة، والصحة، والسلام واللاعنف، والمجتمع، والتنظيم، والاستراتيجية. تم استلام 190 من أوراق المواقف (إس بّي إيه كي إيه إس).
في «اجتماع البرنامج الأخضر» في يوجين بولاية أوريغون، وافق المندوبين على نهج السياسة العامة بشكل نهائي، من أجل إعادتها إلى الخضر المحليين (جي سي أو سي إٍس) لمدة عام إضافي من أجل المساهمة فيها وإعادة النظر. تمت الموافقة على الوثيقة النهائية في الاجتماع الأخضر الثالث، الذي عقد في إستيس بارك، في كولورادو في سبتمبر 1990.

### تخضير الغرب سنة 1988
عُقد مؤتمر تخضير الغرب في (مقاطعة سان ماتيو)، في كاليفورنيا، في سبتمبر / أكتوبر 1988. واستضافه الخضر في شمال كاليفورنيا. وحضره أكثر من 1000 شخص.[بحاجة لمصدر]
تضمن المؤتمر ورشة عمل بعنوان «نحو حزب أخضر في الغرب: الاستراتيجيات الانتخابية المحلية والإقليمية»، والتي أصبحت نقطة انطلاق مبكرة في مسيرة تطور السياسات الانتخابية الخضراء الأمريكية. حضر ورشة العمل حوالي 150 شخص وشرعوا في تشكيل حزب الخضر في الغرب، بمثابة شبكة دعم. شكلت شبكة الدعم تلك نواةً أسست حزب الخضر في كاليفورنيا بعد 15 شهرًا. في 31 ديسمبر 1991، أعلن وزير خارجية كاليفورنيا مارش فونغ إيي أن حزب كاليفورنيا الأخضر قد سجل العدد المطلوب من الناخبين ليكون مؤهلًا للاقتراع 1992، ليصبح الحزب السياسي السابع في كاليفورنيا الذي يحق له دخول الانتخابات.

### الملتقى الأخضر الثاني عام 1989
عُقد ملتقى الخضر الثاني في يونيو 1989 في يوجين، أوريغون. وكان بعنوان «ملتقى البرنامج الأخضر»، لأنه ركز على عملية إس بّي إيه كي إيه (نهج استراتيجي للسياسة في المجالات الرئيسية)، لصياغة مجموعة من نهج السياسة الخضراء المتفق عليها وطنيًا للجنة جي سي أو سي. أصدرت جي سي أو سي المحلية الأخبار الخضراء اليومية، والتي قدمت تقريرًا عن الملتقى، وتضمنت تقرير يومي عن جميع التغييرات في 19 موضوعًا معنيًا.
بعد ذلك، أصدر فريق العمل المعني بالسياسة بيانًا يدعم النشاط الانتخابي الأخضر، لكنه أوصى بأن يبدأ الخضر في تقديم المرشحين على المستوى المحلي ثم ينتقلون إلى مستوى الولاية ومنه إلى المستوى الوطني فقط عندما يكون هناك عدد كبير من أصحاب المناصب من المستوى الذي يليه مباشرةً.

### الخضر/ حزب الخضر الأمريكي
تأسس الخضر/حزب الخضر الأمريكي (غرينز/جي بّي يو إس إيه) في الملتقى الأخضر في أغسطس 1991 في إلكِينز، بولاية فيرجينيا الغربية من أجل إعادة تشكيل لجان المراسلات الخضراء بوجود فكرة أن حركة الخضر وحزب الخضر سيعملان كجزء من منظمة واحدة. عُقد مؤتمر صحفي في العاصمة واشنطن من أجل الإعلان عن المنظمة الجديدة، شارك فيه تشارلز بيتز (عضو لجنة التنسيق جي/جي بّي يو إس إيه) وهاوي هوكنز وجوني ويتمور، (رئيس حزب الخضر في ألاسكا)، بالإضافة إلى هيلدا ميسن من حزب الدولة في العاصمة.